# سلام بچه‌ها
سلام بچه‌ها ماهنامه‌ای ایرانی است که در قم برای نوجوانان منتشر می‌شود. دفتر تبلیغات اسلامی حوزه علمیه قم صاحب امتیاز، محمد حسنی مدیر مسئول و حامد جلالی سردبیر آن هستند. این ماهنامه از بهمن سال ۱۳۶۸ تاکنون منتشر شده است.
سلام بچه‌ها در اولین جشنوارهٔ مطبوعات کودک و نوجوان به‌عنوان بهترین نشریهٔ کودکان و نوجوان، و در چهارمین جشنوارهٔ مطبوعات به‌عنوان بهترین نشریهٔ چاپ‌شده ویژهٔ نوجوانان، انتخاب شده است. آثاری از این مجله در جشنوارهٔ دوسالانه مطبوعات کودک و نوجوان در سال ۱۳۸۶ برندهٔ جوایز بهترین شعر و گزارش شدند.